# Goddard (cratère)
Pour les articles homonymes, voir Goddard.
Goddard est un cratère lunaire, nommé en l'honneur du pionnier de l'astronautique, le scientifique Robert Goddard (physicien). Il est localisé tout près de la bordure visible est de la lune, il est donc aperçu de côté à partir de la terre. Certaines librations lunaires favorables l'emmènent quelquefois vers l'ouest, il est alors mieux placé pour l'observation. Le cratère est situé dans la mer Marginis, au nord-ouest du plus grand cratère Neper. Les restes du cratère Ibn Yunus joignent la bordure sud de Goddard. Au nord-est de Goddard, le cratère Al-Biruni est visible.

La bordure sud du cratère a pratiquement été détruite, ce qui a occasionné une connexion entre le plancher intérieur du cratère et la mère qui l'entoure. Le reste de la bordure est très érodée et usée, il en reste un anneau au terrain irrégulier qui entoure le plancher intérieur. 

## Cratère satellites
Les cratères dit satellites sont de petits cratères situés à proximité du cratère principal, ils sont nommés du même nom mais accompagnés d'une lettre majuscule complémentaire (même si la formation de ces cratères est indépendante de la formation du cratère principal). Par convention ces caractéristiques sont indiquées sur les cartes lunaires en plaçant la lettre sur le point le plus proche du cratère principal. 
Liste des cratères satellites de Goddard
| Goddard | Latitude | Longitude | Diamètre |
| ------- | -------- | --------- | -------- |
| A       | 17.0° N  | 89.6° E   | 12 km    |
| B       | 16.0° N  | 86.8° E   | 12 km    |
| C       | 16.5° N  | 85.1° E   | 49 km    |

| Nord-ouest : Neper (en) | Nord : ?             | Nord-est : Al-Biruni |
| Ouest : ?               |                      | Est : ?              |
| Sud-ouest : ?           | Sud : Ibn Yunus (en) | Sud-est : ?          |